# Алекс Паркер
Алекс Паркер (англ. Alex Parker; 2 лютого 1935, Ірвін — 7 січня 2010) — шотландський футболіст, що грав на позиції захисника. По завершенні ігрової кар'єри — тренер.
Виступав, зокрема, за клуби «Фолкерк» та «Евертон», а також національну збірну Шотландії.
Володар Кубка Шотландії. Чемпіон Англії. 

## Клубна кар'єра
У дорослому футболі дебютував 1952 року виступами за команду клубу «Фолкерк», в якій провів шість сезонів, взявши участь у 120 матчах чемпіонату. 
Своєю грою за цю команду привернув увагу представників тренерського штабу клубу «Евертон», до складу якого приєднався 1958 року. Відіграв за клуб з Ліверпуля наступні сім сезонів своєї ігрової кар'єри. Більшість часу, проведеного у складі «Евертона», був основним гравцем захисту команди. 1963 року виборов титул чемпіона Англії.
Згодом з 1965 по 1969 рік грав у складі команд клубів «Саутпорт» та «Беллімена Юнайтед».
Завершив професійну ігрову кар'єру в ірландському клубі «Драмкондра», за команду якого виступав протягом 1969—1970 років.

## Виступи за збірну
1955 року дебютував в офіційних матчах у складі національної збірної Шотландії. Протягом кар'єри у національній команді, яка тривала 4 роки, провів у формі головної команди країни 15 матчів.
У складі збірної був учасником чемпіонату світу 1958 року у Швеції, де виходив на поле лише в одній грі групового етапу проти Парагваю, яка виявилася для нього останньою у формі збірної.

## Кар'єра тренера
Розпочав тренерську кар'єру 1968 року, ставши граючим головним тренером клубу «Беллімена Юнайтед».
Останнім місцем тренерської роботи був клуб «Саутпорт», головним тренером команди якого Алекс Паркер був з 1970 по 1971 рік.
Помер 7 січня 2010 року на 75-му році життя.

## Титули і досягнення
- Володар Кубка Шотландії (1):

«Фолкерк»: 1956-1957
- Чемпіон Англії (1):

«Евертон»: 1962-1963
- Володар Суперкубка Англії з футболу (1):

«Евертон»: 1963